# 리만 (배우)
리만(중국어: 李曼, 병음: Lǐ Màn, 한자음: 이만, 1988년 6월 4일~)은 중화인민공화국의 배우이다. 중앙희극학원을 졸업했고 장이머우 감독의 《황후화》를 통해 배우 활동을 시작하였다. 

## 출연 작품

### 텔레비전 드라마
- 추선
- 신경화연운
- 등대탄방
- 흑호
- 십이생초전기

### 영화
- 황후화 (2006년) - 궁녀 장선 역
- 등대탄방 (2012년)
- 수호지 가면영웅 - 귀두 (2011년)
- 인재경도 (2010년)
- 명환천당 (2007년)